# Charles Röthlisberger
Charles Röthlisberger (* 16. April 1939; † 11. Dezember 2010 in Arlesheim) war ein Schweizer Versicherungsmanager und Sportfunktionär.

## Beruf
Röthlisberger war ab 1970 für das Versicherungsunternehmen Bâloise als Innendienstleiter in Basel tätig. Er wurde 1982 Generalagent in Reinach und 1995 zum Regionaldirektor der Niederlassung Nordwestschweiz berufen. Von 2004 bis zur Pensionierung 2007 war Röthlisberger Relation Manager der Bâloise.

## Sportfunktionär
Von 1987 bis 1992 war Röthlisberger Präsident des Fussballclubs FC Basel, der 1988 in die Nationalliga B abstieg. Röthlisberger engagierte sich für die finanzielle Konsolidierung des Fussballvereins und legte den Grundstein für die späteren sportlichen Erfolge. Er war Ehrenmitglied des FC Basel.

## Privat
Röthlisberger war verheiratet und Vater von zwei Kindern. Er war Mitglied von Rotary International.